# Ologun Kutere
Ologun Kutere règne en tant qu'Oba de Lagos entre les années 1780 et 1803 environ . Il succède à Eletu Kekere qui règne entre 1775 et 1780. "Ologun" est le mot Yoruba pour "général de guerre".
Ologun Kutere est l'enfant issu du mariage entre Erelu Kuti (en), fille d'Ado, et Alaagba (forme abrégée de 'Alagbigba'), un conseiller traditionnel Ijesha d' Akinsemoyin. Il est le premier successeur au trône par une lignée matrilinéaire de la lignée Yoruba au trône.

## Biographie
Le père de Kutere, Alagba, est un guérisseur célèbre à Lagos au milieu des années 1700. Kutere a eu de nombreux enfants parmi lesquels se trouvaient les futurs Obas, Eshinlokun, Adele Ajosun et Akitoye. Parmi les autres enfants figuraient Akiolu, Olukoya et Olusi. Ologun Kutere n'est pas seulement riche, mais aussi craint ; à tel point que son pouvoir est décrit comme « absolu et son tempérament tyrannique, jusqu'à l'excès ».
Vers la fin de son règne, son jeune cadet, Adele Ajosun, devient porte-parole de son père aux côtés de son frère Osinlokun, chargé de le représenter à la court en son absence.

## Règne

### Renforcement commercial

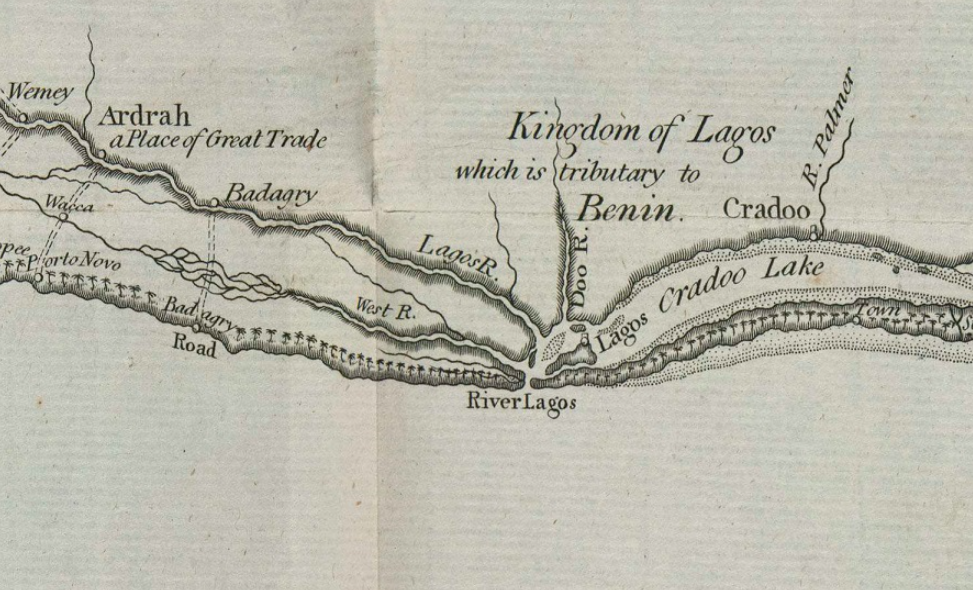
Situation du Royaume de Lagos sur la côte des esclaves.

Pendant son règne, le commerce entre Lagos et Ijebu a augmenté, les Ijebu ont apporté des denrées alimentaires en échange de sel, de tabac et de spiritueux, produits obtenus auprès des marchands d'esclaves portugais. Ologun Kutere continue la politique diplomatique mise en œuvre par Akinsemoyin et renforce l'activité commerciale de Lagos auprès des marchands portugais. Il a également fait des politiques commerciales favorables à de nombreuses entreprises, y compris les marchands d'esclaves. Il a introduit moins de réglementation et des impôts bas qui ont permis à Lagos de devenir une ville portuaire rivale de Ouidah, et ont arrêté les transferts de dérivation vers le Royaume du Bénin. C'est à son époque que les Français ont interdit la traite des esclaves après la Révolution française, ce qui a rendu la tâche plus difficile pour les marchands d'esclaves à Porto Novo mais plus favorable à ceux de Lagos. La population de la ville est passée d'une population estimée à 5 000 habitants dans les années 1780 à 20 000 dans les années 1810.

### Conflits militaires
Le renforcement des activités commerciales suscitent des tensions à l'intérieur des terres et un conflit s'ouvre entre le Royaume du Dahomey et l'Empire d'Oyo. Ologun décide de renforcer la puissance militaire de Lagos; utilisant une grande flotte de canoës de guerre.
Dans ce conflit, Ologun Kutere adopte une posture changeante. Puis il décide finalement d'accompagner les armées de Porto-Novo, Dahomey et Oyo et d'attaquer Badagry avec sa flotte en 1784. Il revient piller la cité portuaire en Badagry en 1788 et 1793. La cité, historiquement liée à Lagos, devient alors sujette, ce qui permet à Ologun de réduire l'influence d'un port commercial de proximité à néant. Après cette dernière attaque, Ologun revient à Badagry afin de protéger la ville d'une attaque provenant de Dahomey.
L'effondrement commercial de Badagry permet à Porto Novo de s'établir comme principal port commercial de la traite négrière jusqu'à la fin du XVIIIe siècle. Les attaques Dahomey contre la ville favoriseront finalement l'activité commerciale de Lagos.

### Restructuration du pouvoir
On lui attribue également la réorganisation de la structure de pouvoir à Lagos qui découle des renforcements des pouvoirs des chefs mis en place par Gabaro. Ologun établit des administrateurs civils abagbon qui ont un statut de chef guerrier. Les chefs idejo sont propriétaires fonciers à Lagos assujeti à l'Oba qui dirige depuis son palais.

## Postérité
La succession au trône par son fils cadet est une anomalie qui provoque des dissensions familiales ultérieures. D'après un témoignage contemporain, Adele Ajosun serait placé sur le trône très jeune (12 à 15 ans) par son propre frère qui aurait refusé de se charger des fonctions d'Oba. Il l'aurait conseillé sur les affaires commerciales. Toutefois, un document de 1807 mentionne que le Prince Ajan (diminutif yoruba d'Osinlokun) gouverne alors Lagos. Il est probable qu'Osinlokun ait pris la régence du trône jusqu'au couronnement de son frère, vers 1811. Cet événement est le point d'origine des conflits de succession du XIXe siècle.
Tous les Obas de Lagos depuis Ologun Kutere sont des descendants directs d'Ologun Kutere. Aucun des descendants des frères et sœurs de sa mère n'est devenu Oba de Lagos depuis la mort de Kutere; ni Gabaro, dont le seul enfant Eletu Kekere est mort sans issue avant l'ascension d'Ologun Kutere, ni Akinsemoyin qui avait des enfants, bien que très jeunes au moment de sa mort. Cette « irrégularité apparente » fait aujourd'hui l'objet de polémiques et de contentieux alors que les descendants d'Akinsemoyin contestent devant les tribunaux l'intronisation de l'actuel Oba de Lagos, Rilwan Akiolu .